# Emmet (Nebraska)
Emmet je selo u američkoj saveznoj državi Nebraska. Prema popisu stanovništva iz 2010. u njemu je živjelo 48 stanovnika.